# スクラム歌合戦
『スクラム歌合戦』（スクラムうたがっせん）は、1967年10月1日から同年12月3日までフジテレビ系列局で放送されていたフジテレビ制作の音楽バラエティ番組である。全10回。リッカーミシンの一社提供で、タイトルロゴには「リッカー スクラム歌合戦」と同社の名を冠していた。放送時間は毎週日曜 19:00 - 19:30 （日本標準時）。

## 概要
職場対抗戦形式で行われていた視聴者参加型の公開番組で、毎回ライバル関係にあるグループや会社から5人ずつが出場し、歌とゲームで競いあっていた。

## 出演者

### 司会
- 今泉良夫（一龍齋貞鳳）

### レギュラー審査員
- 玉川一郎
- 葦原邦子
- 坂本博士

審査員はこの3人に、その回のゲスト歌手1人を加えた計4人で構成。初回のゲストは都はるみ。